# Lipnik (Ilijaš, BiH)
Lipnik je naselje u općini Ilijaš, Federacija BiH, BiH.

## Stanovništvo

### Nacionalni sastav 1991.
ukupno: 64
- Bošnjaci – 64 (100 %)